# Akce 77
Akce 77 je název plánu v rámci kterého mělo být v Československu v roce 1951 převedeno 77 000 úředníků státní správy do průmyslové výroby. Komunistický režim se tak snažil zvýšit počet chybějících zaměstnanců v těžkém a zbrojním průmyslu. Cílem KSČ bylo navíc zbavit kancelářských míst déle sloužící úředníky, kteří nebyli považováni za loajální. Během Akce 77 bylo z úřednických pozic do výroby převedeno přibližně 50 000 lidí. Přesto nebylo dosaženo požadovaného růstu výroby, která navíc trpěla i snížením kvality a častější zmetkovitostí. V důsledku akce navíc došlo i na zhoršení chodu státní správy.